# Gangkhar Puensum
Gangkhar Puensum (tiếng Dzongkha: གངས་དཀར་སྤུན་གསུམ་ Kangkar Punsum) còn gọi là Gangkar Punsum hay Gankar Punzum, là ngọn núi cao nhất ở Bhutan.
Gangkhar Puensum có độ cao 7.570 mét (24.836 ft), và độ nổi bật là 2.995 mét (9.826 ft) . Núi hiện cũng đang là một ứng cử viên mạnh mẽ cho ngọn núi cao nhất thế giới chưa trèo lên được. Tên "Gangkhar Puensum" có nghĩa là "Đỉnh Trắng của Ba Anh Em linh thiêng" .
Gangkhar Puensum nằm trên biên giới với Trung Quốc, song hiện có tranh chấp về vị trí chính xác của nó. Sau khi Bhutan mở cửa cho leo núi năm 1983, có bốn cuộc thám hiểm đã thực hiện, nhưng nỗ lực vào năm 1985 và 1986 đã thất bại khi lên đỉnh. Năm 1998 một nhóm đã thành công leo lên đỉnh phụ (subsidiary peak) của núi từ phía Tây Tạng .

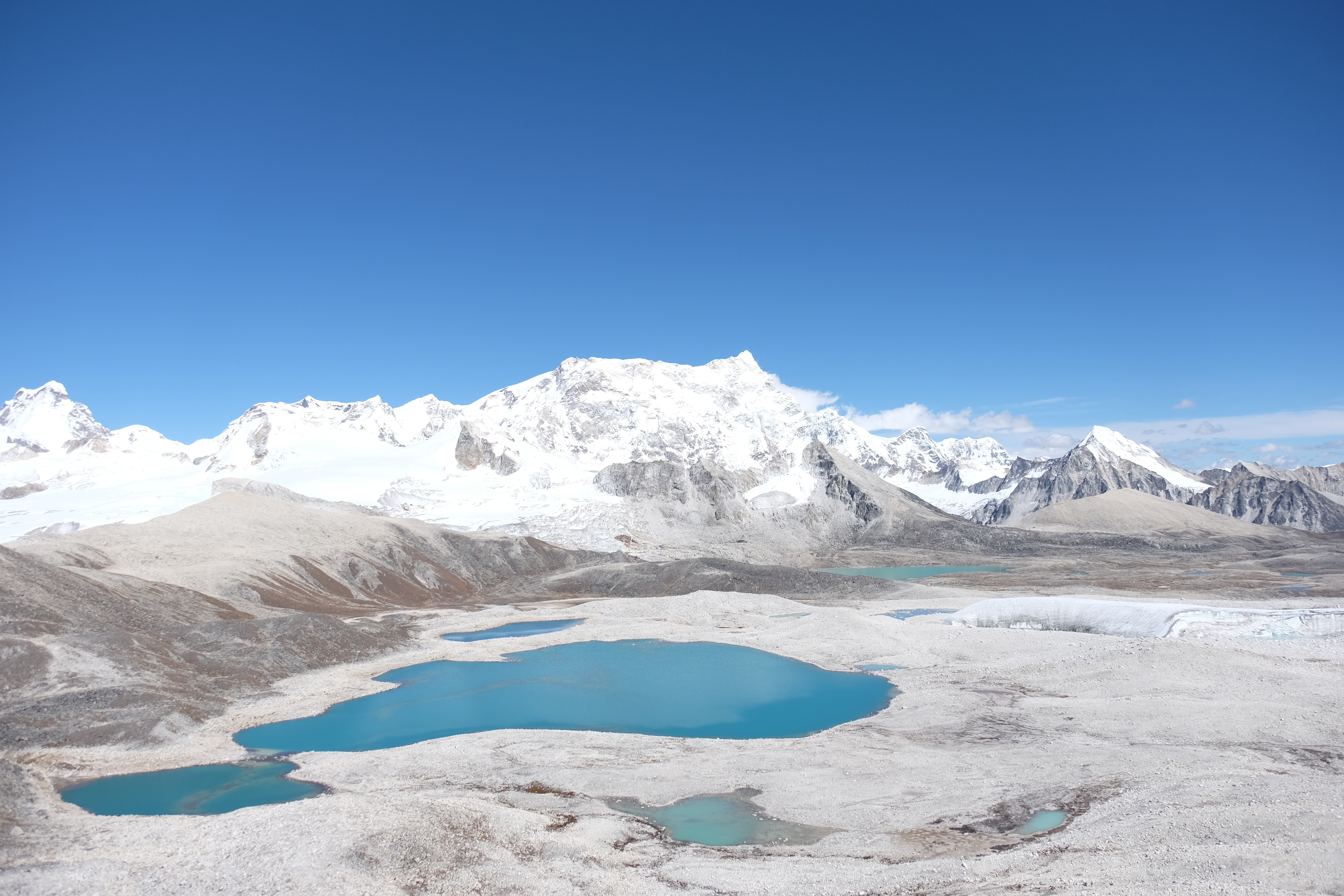
Gangkhar puensum Nhìn từ đèo Gophu La
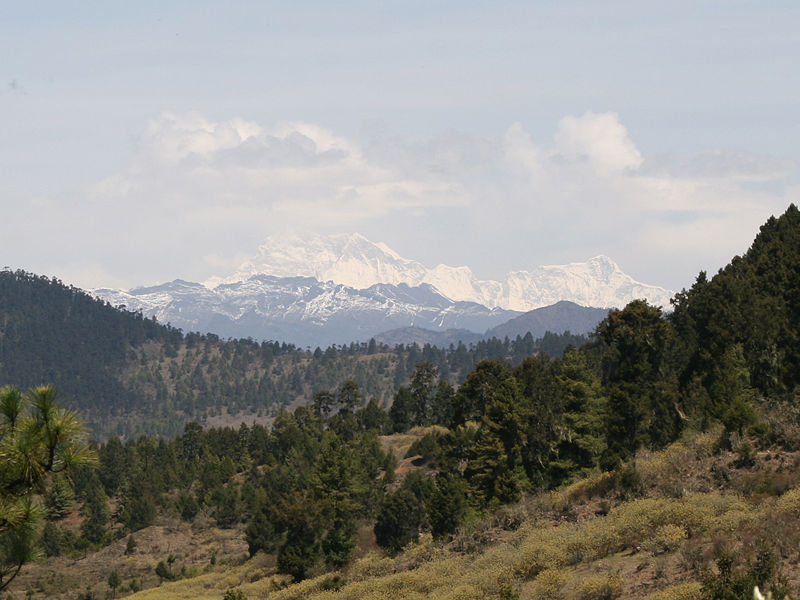
Gangkhar puensum Nhìn từ Ura La